# Khasimpur Borgi, Aurad
Khasimpur Borgi là một làng thuộc tehsil Aurad, huyện Bidar, bang Karnataka, Ấn Độ.